# Takifugu ocellatus
Takifugu ocellatus is een straalvinnige vissensoort uit de familie van de kogelvissen (Tetraodontidae). De wetenschappelijke naam van de soort is  gepubliceerd in 1758 door Linnaeus als Tetrodon ocellatus in de tiende editie van Systema naturae.